# Kanarit Tower 1
Kanarit Tower 1 (hebr. ‏מגדלי הכנרית‎; nazywany także I.A.F Tower) – biurowiec w osiedlu Ha-Kirja we wschodniej części miasta Tel Awiw, w Izraelu.

## Historia
Biurowiec wybudowano w 2004 na terenie bazy wojskowej Ha-Kirja. Pierwotnie był on planowany jako 36. piętrowy wieżowiec, jednak po zamachu z 11 września 2001 zmniejszono jego wysokość do 18 kondygnacji.

## Dane techniczne
Budynek ma 18 kondygnacji i wysokość 65 metrów.
Wieżowiec wybudowano w stylu postmodernistycznym. Wzniesiono go z betonu. Elewacja jest wykonana z granitu, szkła i paneli aluminiowych w kolorach białym, szarym i granatowym.

## Wykorzystanie budynku
Biurowiec jest wykorzystywany przez wojskowe urzędy Sił Obronnych Izraela, w tym dowództwo Sił Powietrznych Izraela.